# Confine tra Mali e Niger
Il confine tra il Mali e il Niger ha una lunghezza di 828 km e parte dal triplice confine con il Burkina Faso a ovest fino al triplice confine con l'Algeria a est.

## Descrizione
Il tracciato inizia dal triplice confine con il Burkina Faso e procede irregolarmente verso est, tagliando il fiume Niger, con una serie di linee rette che procedono verso est fino a un punto appena a nord del pozzo Mata Lekya in Niger. Il confine segue quindi il fiume stagionale di Ahzar Amachkalo in una ripida direzione nord-est, per poi continuare attraverso una serie di linee rette in direzione nord fino al triplice confine algerino. Il terreno è generalmente saheliano, e confluisce nel deserto del Sahara nei tratti settentrionali.

## Storia
Il confine emerse per la prima volta durante la spartizione dell'Africa, un periodo di intensa competizione tra le potenze europee nel tardo XIX secolo per il controllo dei territori in Africa. Il processo culminò nella Conferenza di Berlino del 1884, attraverso il quale le nazioni europee interessate concordarono le loro rispettive rivendicazioni territoriali e le regole degli impegni futuri. Come risultato di ciò, la Francia ottenne il controllo dell'alta valle del fiume Niger (più o meno equivalente alle aree attuali del Mali e del Niger). La Francia iniziò ad occupare l'area del moderno Mali (allora spesso indicato come il Sudan francese) durante gli anni 1880-90, occupando in seguito il territorio del moderno Niger entro il 1900. Queste aree caddero sotto il controllo della colonia federale dell'Africa Occidentale Francese (Afrique occidentale française, abbreviato AOF). Le divisioni interne di questo sistema politico subirono diversi cambiamenti; quelli che adesso sono Mali, Niger e Burkina Faso furono inizialmente uniti come l'Alto Senegal e Niger, con il Niger classificato come territorio militare, governato dalla città di Zinder. Quello che adesso è il confine Mali-Niger fu inizialmente delimitato dai Comandanti di Gao e Niamey il 26 agosto 1909. Sembra che per circa un anno dal 1910-11 la città di Gao sia stata inclusa nel Niger.  Il territorio militare del Niger fu diviso dall'Alto Senegal e dal Niger nel 1911, diventando una colonia separata nel 1922. Il confine Mali-Niger fu ulteriormente delimitato nel 1928-29 e nel 1937-1938, essendo finalizzato tramite una convenzione a Niamey il 3 aprile 1939.
Man mano che il movimento per la decolonizzazione è cresciuto nell'epoca successiva alla seconda guerra mondiale, la Francia concesse gradualmente più diritti politici e rappresentanza per i suoi territori africani, arrivando alla concessione di un'ampia autonomia interna a ciascuna colonia nel 1958 nell'ambito della Comunità francese. Alla fine, nell'agosto 1960, sia il Mali (a quel punto parte della breve Federazione del Mali con il Senegal) e sia il Niger ottennero la piena indipendenza e la loro reciproca frontiera divenne internazionale tra due stati indipendenti. Un protocollo congiunto tra i due nuovi stati il 27 febbraio 1962 confermò il loro confine reciproco secondo la convenzione del 1939.  La sicurezza lungo il confine è stata scarsa per molti anni, a causa delle ribellioni Tuareg degli anni '90 e 2000. La situazione è notevolmente peggiorato dopo il 2012, in seguito allo scoppio del conflitto nel nord del Mali e alla violenza di ispirazione islamista.

## Insediamenti

### Mali
- Labbézanga
- Ouattagouna
- Akabar
- Tabonkort
- Andéramboukane

### Niger
- Ayourou
- Bani-Bangou
- Chinagodrar
- Andéramboukane

## Valichi di frontiera
Esiste un attraversamento stradale nell'estremo ovest del confine che collega Ansongo (Mali) ad Ayourou (Niger). Più a est si trova il valico di frontiera ad Andéramboukane (Mali). Il confine può essere attraversato anche in barca lungo il fiume Niger. I viaggi nella regione di confine sono scoraggiati dai governi di terze parti a causa dell'elevata incidenza di rapimenti e criminalità e della continua instabilità derivante dalle ribellioni tuareg e dall'insurrezione in Mali.